# Alberich Zwyssig
Alberich Zwyssig (o Alberik, nom de religió; nom de bateig: Johann Josef Maria) (Bauen, cantó d'Uri, 17 de novembre de 1808 - Abadia de Wettingen-Mehrerau, a Bregenz, Vorarlberg, Àustria, 18 de novembre de 1854) fou un monjo cistercenc suís, compositor i mestre de capella. El 1841 va compondre, per a cor d'homes, el Salm suís (en alemany Schweizerpsalm; en francès Cantique suisse; en italià Salmo Svizzero; en romanx Psalm svizzer), que va ser adoptat com a himne nacional suís.

## Vida
Entre 1813 i 1841 a fer estudis i participà com a noi cantor en el cor de l'abadia de Wettingen (Argòvia); el 1827 fou novici i el 1832 ordenat sacerdot; va fer de secretari de l'abat i de mestre de capella. El Gran Consell del Cantó d'Aargau va abolir el monestir el 13 de gener de 1841, i els monjos van haver de marxar. Zwyssig va estar un temps a casa del seu germà a Zug, on li arribà el text del Salm suís al qual adaptà una música que havia compost uns anys abans. Després passà uns anys al monestir de Wurmsbach (a Rapperswil-Jona), on va fer classes de música i va crear nombroses composicions, tant sagrades com seculars. El 1854 els monjos finalment es van establir a Vorarlberg: el 8 de juny de 1854, el monestir benedictí Mehrerau de Bregenz, que havia estat secularitzat per l'estat bavarès el 1806, va ser ressuscitat com un convent cistercenc per l'abat Leopold Hoechle de Wettingen amb set sacerdots i tres germans. Des de llavors, aquesta abadia fou anomenada abadia territorial de Wettingen-Mehrerau. Zwyssig va participar en el restabliment i va esdevenir cantor del nou monestir, però va morir al cap de pocs mesos d'una pneumònia. Va ser enterrat a la cripta del monestir.

## Repatriació del cos a Suïssa
El 21 de juliol de 1941, agents de la Gestapo i de les SS van entrar al monestir i van donar una ordre d'expulsió als monjos, acusats d'oposar-se a l'annexió d'Àustria a Alemanya. Paul Aschwanden, un advocat de Zug, en va tenir notícia i va demanar en una carta al conseller federal catòlic Philippe Etter que recuperés les restes de Zwyssig. Després de les corresponents gestions diplomàtiques, Berlín accedí a la petició. El divendres 14 d'agost de 1942, a les 16:00, el cos de Zwyssig va ser exhumat i traslladat a Suïssa. El 18 de novembre de 1943, en el vuitanta-novè aniversari de la mort de Zwyssig, es va celebrar un acte solemne per al segon enterrament del compositor del Schweizerpsalm a Bauen, el seu poble de naixement.